# Iwan Frołow (żołnierz)
Iwan Dienisowicz Frołow (ros. Иван Денисович Фролов; ur. 1906 w wiosce Swinucha w obwodzie saratowskim, zm. po 31 grudnia 1946 w ZSRR) – radziecki wojskowy, major, dowódca batalionu gwardyjskiego, a następnie szef oddziału operacyjnego i zastępca szefa sztabu kolaboracyjnej Rosyjskiej Wyzwoleńczej Armii Ludowej (RONA), dowódca zbiorczego pułku szturmowego Brygady Szturmowej SS „RONA”, szef oddziału operacyjnego w sztabie 1 Dywizji Sił Zbrojnych Komitetu Wyzwolenia Narodów Rosji podczas II wojny światowej.

## Życiorys
Od 1928 służył w Armii Czerwonej, dochodząc do stopnia majora. W 1930 wstąpił do Wszechzwiązkowej Partii Komunistycznej (bolszewików).
Po najeździe Niemiec na ZSRR (22 czerwca 1941) zajmował funkcję szefa sztabu, a następnie dowódcy 133 pułku w 77 Dywizji Strzeleckiej. Dostał się do niewoli niemieckiej i został osadzony w obozie jenieckim, gdzie podjął kolaborację z Niemcami. Wstąpił do Narodowosocjalistycznej Partii Rosji, założonej przez stojącego na czele tzw. Republiki Łokockiej Konstantina Woskobojnika. Na początku 1943 roku na prośbę Bronisława W. Kaminskiego o przysłanie kadry oficerskiej dla dowodzonej przez niego Rosyjskiej Narodowej Armii Wyzwoleńczej (RONA), został przez Niemców wypuszczony z obozu jenieckiego i wstąpił do tej formacji wojskowej. Iwan D. Frołow objął dowództwo batalionu gwardyjskiego, liczącego 600–650 żołnierzy. Następnie został szefem oddziału operacyjnego i jednocześnie zastępcą szefa sztabu Brygady RONA. Planował działania zbrojne przeciwko partyzantce sowieckiej zarówno na obszarze tzw. Republiki Łokockiej, jak też po ewakuacji na Białoruś.
Po wybuchu w Warszawie powstania (1 sierpnia 1944), Niemcy skierowali przeciw niemu m.in. żołnierzy Brygady. 2 sierpnia został sformowany spośród 1700 nieżonatych mężczyzn zbiorczy pułk szturmowy, którego dowódcą został Iwan Frołow awansowany do stopnia Waffen-Sturmbannführer der SS. Pułk wszedł w skład Kampfgruppe „Reinefarth” dowodzonego przez SS-Gruppenführera Heinza Reinefartha. Pułk RONA przez pierwsze 10 dni walk z powstańcami (4–14 sierpnia) stacjonował na Ochocie, gdzie zajmował się przede wszystkim mordami na ludności cywilnej, gwałtami i rabunkami. Następnie został przydzielony na pierwszą linię walk, działając od gmachu Wojskowego Instytutu Geograficznego przy Alejach Jerozolimskich do szpitala Dzieciątka Jezus przy ul. Nowogrodzkiej. W wyniku ciężkich walk stracił ok. 500 zabitych i rannych (30% stanu liczebnego). 21 sierpnia w kamienicy na rogu ulic Srebrnej i Towarowej powstańcy ze Zgrupowania „Chrobry II” zniszczyli całą kompanię pułku. Według wielu wersji miał wtedy zginąć I. D. Frołow. Według wielu wersji miał wtedy zginąć Iwan Frołow, lecz w rzeczywistości przeżył powstanie warszawskie.
Po niepowodzeniu sformowania 29 Dywizji Grenadierów SS żołnierze Brygady Szturmowej SS RONA zostali przydzieleni do Sił Zbrojnych Komitetu Wyzwolenia Narodów Rosji. Iwan D. Frołow został szefem oddziału operacyjnego w sztabie 1 Dywizji Sił Zbrojnych KONR. Od marca 1945 roku sprawował jednocześnie funkcję wykładowcy taktyki w szkole oficerskiej ROA. Był odznaczony 2 razy Żelaznym Krzyżem i innymi niemieckimi odznaczeniami. Po zakończeniu wojny wraz z żołnierzami 1 Dywizji Sił Zbrojnych KONR został przekazany Sowietom, którzy go aresztowali i uwięzili.
Na procesie 30–31 grudnia 1946 w Moskwie Kolegium Wojskowe Sądu Najwyższego ZSRR skazało go z art. 58 § 1a i 11 na karę śmierci przez rozstrzelanie . Otrzymał możliwość wnioskowania o zmiękczenie wyroku .